# 제75회 미국 감독 조합상
제75회 미국 감독 조합상은 2022년 뛰어난 활동을 보인 영화 감독을 기리기 위해 2023년 2월에 열린 시상식이다.

## 수상 및 후보

### 감독상(영화부문)
- 에브리씽 에브리웨어 올 앳 원스 - 다니엘 콴 외 1명 수상
- TAR 타르 - 토드 필드
- 탑건: 매버릭 - 조셉 코신스키
- 이니셰린의 밴시 - 마틴 맥도나
- 더 파벨먼스 - 스티븐 스필버그

### 감독상(신인감독부문)
- 애프터썬 - 샬롯 웰스 수상
- 생토메르 - 앨리스 디옵
- 레벤느망 - 오드리 디완
- 에밀리:범죄의 유혹 - 존 패튼 포드
- 무리나 - 안토네타 알라마트 쿠시야노비치

### 감독상(TV영화부문)
- Station Eleven - 헬렌 쉐이버 수상
- Weird: The Al Yankovic Story - 에릭 애펠
- Obi‑Wan Kenobi - 데보라 초우
- Station Eleven - 제레미 포데스와
- Inventing Anna - 톰 베리카

### 감독상(TV정기편성부문)
- Saturday Night Live - LIZ PATRICK 수상
- Real Time with Bill Maher - 폴 G. 케이지
- The Late Show with Stephen Colbert - 짐 호스킨슨
- The Daily Show with Trevor Noah, “Brandi Carlile Discusses Her New Deluxe Album and Performs - DAVID PAUL MEYER
- Last Week Tonight with John Oliver - 폴 페놀리노

### 감독상(특별부문)
- The 75th Annual Tony Awards - 글렌 웨이스 수상
- The Daily Show with Trevor Noah Presents: Jordan Klepper Fingers the Globe ‑ Hungary for Democracy - 이안 버거
- Super Bowl LVI Halftime Show 2022 - 해미쉬 해밀턴
- Norman Lear: 100 Years of Music and Laughter - JAMES MERRYMAN
- Mark Twain Prize 2022: Celebrating Jon Stewart - 마커스 라보이

### 감독상(드라마시리즈)
- Euphoria - 샘 레빈슨 수상
- Ozark - 제이슨 베이트먼
- Better Call Saul - 빈스 길리건
- Severance - 이파 맥아들
- Severance - 벤 스틸러

### 감독상(코미디시리즈)
- Barry - 빌 헤이더 수상
- Wednesday - 팀 버튼
- The Marvelous Mrs. Maisel, 밐ow Do You Get to Carnegie Hall? - AMY SHERMAN‑PALLADINO
- The Bear - 크리스토퍼 스토럴
- The White Lotus - 마이크 화이트

### 감독상(리얼리티쇼)
- Running Wild with Bear Grylls - BEN SIMMS 수상
- The Big Brunch - JOSEPH H. GUIDRY
- The Go-Big Show - 캐리 하벨
- Lego Masters - RICH KIM
- FBoy Island - MICHAEL SHEA

### 감독상(어린이프로그램)
- Best Foot Forward - 앤 렌튼 수상
- Better Nate Than Ever - 팀 페델레
- Amber Brown - 보니 헌트
- Are You Afraid of the Dark? - 딘 이스라엘리트
- Snow Day: The Musical - 마이클 렘벡

### 감독상(다큐멘터리부문)
- 파이어 오브 러브 - 사라 도사 수상
- 레트로그레이드 - 매튜 하이네만
- 올 더 뷰티 앤 더 블러드쉐드 - 로라 포이트러스
- 나발니 - 다니엘 로허
- 숨쉬는 모든 것 - 샤우낙 센

### 감독상(광고부문)
- KIM GEHRIG 수상
- 후한 캐브럴
- CRAIG GILLESPIE
- 데이비드 쉐인
- IVAN ZACHARIAS

### 공로상
- ROBERT FISHMAN 수상

### 프랑크 카프라 상
- MARK HANSSON 수상

### 프랭크린 J. 샤프너 상
- VALDEZ FLAGG 수상